# Дарваши, Ласло
Ласло Дарваши (венг. Darvasi László; род. 17 октября 1962, Тёрёксентмиклош) — венгерский писатель, поэт и журналист. Один из ведущих современных венгерских писателей.

## Биография
Закончил в 1986 году Академию педагогических наук в Сегеде. До 1989 работал учителем начальной школы. В 1990 году стал одним из основателей литературного журнала «Помпеи», где работал до 1998 года. С 1993 года занимается театральной деятельностью. Сейчас живёт в Будапеште.

## Творчество
Наиболее значительный роман автора «A könny-mutatványosok legendája» (1999), переведен на несколько языков (испанский перевод находится в настоящее время на стадии подготовки). Роман, написанный в стиле магического реализма, рассказывает о времени турецкого владычества над Венгрией. Другая его самая известная работа "Szerelmem, Dumumba elvtársnő (1998) также переведена на несколько языков.

## Награды и премии
- Премия Милана Фюшта (2005)
- Премия Шандора Мараи (2008)